# 大河原町立大河原中学校
大河原町立大河原中学校（おおがわらちょうりつ おおがわらちゅうがっこう）は、宮城県柴田郡大河原町東にある公立中学校である。

## 沿革
- 1947年（昭和22年）4月1日 - 開校[1]

## 学区
- 大河原小学校学区及び大河原南小学校学区全部[2]

## 校訓
- 自覚・立志・健康[1]

## 部活動
- 運動部：野球、サッカー、ソフトボール、水泳、ソフトテニス、剣道、柔道、バレーボール、卓球、バスケットボール、バドミントン、新体操、球技、陸上
- 文化部：吹奏楽、科学、美術、ボランティア[3]